# Џејмс ван дер Бик
Џејмс Вилијам ван дер Бик (енгл. James Van Der Beek; Чешир, 8. март 1977) је амерички филмски и телевизијски глумац, познат по својој улози Досона Лирија у серији Досонов свет. Такође је познат по свом интернет сајту, где лично презентује бројне интернет миме.